# ملعب دينو مانوزي
ملعب دينو مانوزي هو أحد ملاعب كرة القدم في إيطاليا وهو مقر نادي نادي تشيزينا ويتسع 23,860 مشجع.